# تاس‌ماهی اتریشی
تاس‌ماهی اتریشی یا استرلیاد (نام علمی: Acipenser ruthenus) نام یک گونه از تیره ماهیان خاویاری است که پشت و پهلوهای آن بژ و شکم بسیار روشن و تقریباً سفید است.